# Dougal Wilson
Pour les articles homonymes, voir Wilson.
Dougal Stewart Wilson (né en août 1971) est un réalisateur anglais de publicités, de vidéoclips et de films. Son travail comprend la réalisation de plusieurs publicités de Noël de John Lewis et du clip vidéo nommé aux Grammy Awards pour « Life in Technicolor II » (2009) de Coldplay. Il a fait ses débuts au cinéma avec Paddington au Pérou (2024), le troisième volet de la franchise Paddington.

## Jeunesse et inspiration
Wilson est né à Heswall, Merseyside en août 1971. Dans sa jeunesse, il a joué dans une série de groupes. Inspiré par le film épique de science-fiction de Stanley Kubrick 2001 : L'Odyssée de l'espace (1968), et intéressé par l'astronomie, Wilson a décidé d'étudier les sciences naturelles à l'Université de Durham. Pendant ses études, il a commencé à concevoir des affiches pour des concerts et des pièces de théâtre universitaires et à fabriquer des décors pour certaines de ces pièces pendant son temps libre.
Wilson est diplômé de Durham en 1992. Il a eu envie de devenir réalisateur après avoir entendu une interview sur BBC Radio 4 avec Ridley Scott et Alan Parker dans laquelle ils disaient avoir commencé à faire du long métrage en réalisant des publicités. La première publicité réalisée par Wilson fut réalisée pour l' agence de publicité Leith à Édimbourg, où il travaillait comme rédacteur publicitaire avant de déménager à Londres,.

## Carrière
Wilson a réalisé des publicités pour des entreprises telles que Apple, IKEA, Orange, Stella Artois, Olympus, AT&T, Safestore, Beck's Brewery et Coca-Cola. Ses publicités de Noël pour le grand magasin britannique John Lewis & Partners, notamment « The Long Wait » (2011), « The Journey » (2012), « Monty the Penguin » (2014), « Buster the Boxer » (2016) et « Excitable Edgar » (2019), sont devenues un élément largement commenté de la culture populaire britannique,. En 2016, il a filmé la publicité de trois minutes « We're the Superhumans », faisant la promotion de la diffusion par Channel 4 des Jeux paralympiques d'été de 2016 à Rio de Janeiro.
Ses nombreux clips musicaux incluent « Satisfaction » pour Benny Benassi, « Tribulations » pour LCD Soundsystem, « Who Am I » pour Will Young, « Take Me Back to Your House » pour Basement Jaxx, « Don't Let Him Waste Your Time » pour Jarvis Cocker, « What's a Girl to Do? » pour Bat for Lashes, « Happiness » et « A&E » pour Goldfrapp, et « Life in Technicolor II » pour Coldplay.
En 2007, il a co-réalisé un court métrage intitulé Rubbish, avec Martin Freeman, Anna Friel et James Lance. L'année suivante, il réalise une comédie muette de quatre minutes en hommage à Sky Arts et à l'English National Opera, basée sur l'air du Barbier de Séville « Largo al factotum » et mettant en vedette Mathew Baynton dans le rôle de Figaro,. En octobre 2010, un court métrage réalisé par Wilson et mettant en vedette Gillian Anderson, No Pressure, a été diffusé par la campagne 10:10 en Grande-Bretagne pour sensibiliser au changement climatique. Le film de quatre minutes a été écrit par Richard Curtis et montre des groupes de personnes à qui l'on demande si elles sont intéressées à participer au projet de réduction des émissions de carbone, puis qui sont horriblement explosées en morceaux parce qu'elles ne montrent aucun enthousiasme pour la cause,,. Le film a provoqué une réaction négative immédiate dans les médias et a été retiré de la circulation publique le jour même de sa sortie,.
En juin 2022, il a été annoncé que Wilson réaliserait son premier long métrage, Paddington au Pérou, le troisième volet de la franchise Paddington,. Dans une déclaration à Variety, il a déclaré : « En tant que grand fan des deux premiers films, je suis très excité (sinon un peu intimidé) de continuer l'histoire de Paddington. C'est une énorme responsabilité, mais tous mes efforts seront concentrés sur la réalisation d'un troisième film qui honore l'amour que tant de gens ont pour cet ours très spécial. » Le film est sorti au Royaume-Uni le 8 novembre 2024 et a reçu des critiques positives.

## Filmographie

### Clips
- 2002 : Satisfaction de Benny Benassi
- 2003 : Year 3000 de Busted
- 2004 : Fit But You Know It de The Streets
- 2005 : Tribulations de LCD Soundsystem
- 2005 : Cash Mashine (ATM Version) de Hard-Fi
- 2006 : Take Me Back to Your House de Basement Jaxx
- 2007 : What's a Girl to Do ? de Bat for Lashes
- 2008 : Happiness de Goldfrapp
- 2009 : Life in Technicolor II de Coldplay
- 2009 : Love Lost de The Temper Trap
- 2010 : Psyche, Version 1 de Massive Attack feat. Martina Topley-Bird

### Publicités
- 2010 : Always a Woman pour John Lewis
- 2011 : The Long Wait pour John Lewis
- 2010 : The Journey pour John Lewis
- 2013 : The Pony pour Three
- 2014 : Monty the Penguin pour John Lewis
- 2014 : Adventure Awaits pour Lurpak
- 2016 : Buster the Boxer pour John Lewis
- 2018 : Bohemina Rhapsody pour John Lewis & Partners
- 2018 : A Little Company pour Apple
- 2018 : Unlock pour Apple
- 2019 : Train pour AT&T

### Cinéma

#### Courts métrages
- 2007 : Rubbish
- 2010 : No Pressure
- 2016 : We're the Superhumans

#### Longs métrages
- 2024 : Paddington au Pérou (Paddington in Peru)

## Distinctions
Wilson a remporté deux fois le Meilleur Directeur aux Prix Créatifs et de Design du Royaume-Uni en 2004 et 2005, et a gagné des Lions d'Or, d'Argent et de Bronze aux Prix Internationaux de Publicité de Cannes Lions et de Design et Direction d'Art en 2006 et 2008,,,,,. Il a été nommé Directeur de l'Année par Ad Age en 2019, et a été reconnu dans Adweek's Creative 100 de professionnels derrière le « travail le plus innovant » en 2018,,. En 2020, il a été nommé par le Conseil de direction américain pour l'accomplissement directionnel exceptionnel en affaires.
Wilson a reçu deux nominations pour la meilleure vidéo aux MTV Europe Music Awards de 2004 et 2007 pour avoir réalisé le clip de The Streets pour « Fit but You Know It » et « What's a Girl to Do ? » de Bat for Lashes. Aux UK Music Video Awards de 2008, le clip vidéo du single « Happiness » de Goldfrapp lui a valu des nominations pour le meilleur réalisateur et le meilleur clip pop. Lors de la 52e cérémonie annuelle des Grammy Awards, il était en lice pour le prix du meilleur clip vidéo court avec « Life in Technicolor II » de Coldplay.